# 四三方案
“四三方案”或“43方案”，是中华人民共和国1970年代初向美国、联邦德国、法国、日本、荷兰、瑞士、意大利等西方国家大规模引进成套技术设备的计划。该方案于1973年1月正式提出。

## 历史

### 中华人民共和国此前的技术引进
中国在50年代初中期从苏联的156项工程引进是第一波技术引进浪潮。1962年毛泽东在中共八届十中全会上说：“（日本）还准备卖给我们生产维尼纶的世界第一流的设备。……要利用他们（日本）的技术。列宁也利用，斯大林也利用，利用德国的技术、美国的技术。我们现在要走这条路”。第三个五年计划（1963－1967）期间，从西方国家引进成套技术设备和专利技术是第二波技术引进浪潮。1964年中法建交前，毛泽东接见法国议员代表团时说：“我们反对资本主义，你们也许反对共产主义。但是，还是可以合作。”“使两国间在商业上、文化上互相往来，希望你们把什么禁运战略物资也反掉。”“我说，总有一天会突破这个缺口。”中共中央和国务院成立成套设备进口五人小组，由方毅（国务院外办兼国家计委）、李强（外贸部）、张有萱（国家科委）、叶林（国家经委）、柴树藩（国家计委）组成，方毅为组长，柴树藩为副组，任务是在从西方国家进口成套设备的谈判和进口过程中，就各部门提出但外贸部和其他部门所不能解决的有关政策和工作问题提出意见，向总理和外贸三人小组作报告，并处理总理交办的其他工作。1963年下半年到1964年，中国政府先后与日本、荷兰、英国、意大利、法国和联邦德国的厂商签订了15项成套设备进口合同，总金额达1.3127亿美元。

### 七十年代初期的四三方案
中国的石油工业随着1963年大庆油田产油300万吨，实现国内石油基本自给。到六十年代后期的“三五”计划时期，胜利油田、辽河油田等大油田会战成功，不仅满足了国内高速增长的石油需求，还有很多富余，具有对日出口原油创汇的能力。1972年中国原油产量4567万吨。这是中国农业由依靠农家肥靠天吃饭的传统农业转向大量依赖化肥、农药、农机灌溉排涝的石油农业的能源与原料基础。
随着1971年10月25日中华人民共和国恢复联合国席位，迎来了建交高峰，迅速与绝大多数西方国家及泰国、马来西亚等亲西方国家建交，获得了广泛的外交承认，解除了1949年以来以西方世界为首的对中国的不承认、不接触、不来往的外交与经贸封锁。1972年2月，美国总统尼克松访华，中美开始了持续17年的外交蜜月期。随后尼克松签署行政命令，解除对中国实施20余年的贸易禁令。
在制订第四个五年计划时，周恩来宣布：全国重点抓轻工，轻工重点抓纺织，纺织重点抓化纤。当时棉花年产量一直徘徊在4000多万担的水平，纺织原料紧缺，化学纤维占纺织用原料的比重只有5.5%。“反正不能只靠棉花过日子。”
遵照周恩来指示考虑引进解决穿衣问题的化纤设备和解决吃饭问题的化肥设备，1972年1月22日，征询轻工业部、燃料化学工业部意见后，国家计委向国务院报送了《关于进口成套化纤、化肥设备的报告》。建议利用西方国家在经济危机中急于寻找出口市场、商品与技术价格较低的有利时机，1972年上半年引进国内急需的化纤新技术成套设备4套、化肥设备2套（设在四川与大庆）、以及部分关键设备和材料，约需4亿美元，投产后每年可生产化纤24万吨、化肥400万吨，所需的石油气、油田气、石油原料在国内也有保障。经周恩来批示呈报，1972年2月5日，毛泽东批准了该报告。24万吨化纤约等于500万吨棉花，可织布40亿市尺，耐用方面比棉织品高几倍。其中，“的确良”将达到19亿市尺。3套化纤项目放在纺织工业比较发达、棉花原料短缺而人口又比较多的地区：上海石油化工总厂、辽阳石油化纤总厂和四川天然气维尼纶厂。后来，倚借大港油田的优势，追加天津石油化纤厂。1972年2月中旬开始，轻工业部、燃化部和对外贸易部共同组成两个化纤技术考察组，分别由轻工业部合成局局长李正光和机械局局长王瑞庭负责，分赴日本和西欧考察，选择引进对象。考察组回国后，于5月份向国务院递交了考察情况和进口化纤设备安排方面的请示报告，获得批准。5月24日，李先念批准派柴树藩主持同外商谈判，四大化纤项目进入谈判阶段，1972年6月谈判开始。经过1个多月的谈判，柴树藩向国务院写出《进口化纤设备谈判进展情况的报告》。1973年9月2日，经周恩来、李先念、余秋里批准后，第一批进口化纤、化肥设备的报告正式确定。其中辽阳化纤项目因1000多万美元的价格分歧，中法之间迟迟未能签订合同。1973年9月，法国总统蓬皮杜访华，亲向周恩来表示，如果中法两国达成合作，将会轰动欧洲和世界。最终，中国政府作出让步，签订了总值达12亿法郎的合同。
由于化纤成套设备引进工作进展，其他部门如冶金部、三机部等都想借此机会引进一些先进技术，纷纷向国家计委提出引进项目和出国考察，这是后来从国外引进规模扩大的内部因素。同时，西方国家对中国引进项目也表现出极大热情，纷纷要和中国做生意。这是导致引进规模扩大的外部因素。1972年5月5日，国家冶金部向国家计委建议从国外进口并消化吸收先进的一米七大型钢板冷轧机、以及配套的热轧机等国内钢铁工业急需的设备技术。引进这样一套设备要2亿美元，但国家每年进口钢材板材要花费3亿美元。1972年8月6日，国家计委报送《关于进口一米七连续式轧板机问题的报告》指出：“轧钢能力不足，钢材品种不配套，特别是板材、管材少，是当前国民经济发展中的一个比较突出的问题。因此，冶金部要求进口一米七连续式轧板机一套，包括热连轧机、冷连轧机、镀锌机组、镀锡机组、硅钢片机组等设备。进口一套新的连续轧板机约需2亿美元，虽然用外汇较多，但与每年进口300万吨钢板所花约3亿美元相比，还是合算的。”约需4亿美元。8月21日毛泽东、周恩来批准从联邦德国、日本引进一米七轧机，建在武钢。随后引进范围不断扩大。煤炭、石油、化工等工业部委纷纷派团出国考察，开展引进工作，李先念副总理先后批准了几十批考察团出国。
1972年11月7日，国家计委报送《关于进口成套化工设备的请示报告》，涉及23套化工设备约需6亿美元。获得毛、周的批准。并要求国家计委把总额33亿美元的另一个进口方案报送中央合并考虑。毛泽东批示要求计划委员会采取一个一体化的更大规模的进口方案。周恩来感到各部委的项目很零碎，既然有打开了同西方成套设备技术贸易这么好的机遇，事情就应该做大一点，指示国务院业务组和国家计委，把这些项目合并起来，“要准备采取更大规模的引进方案”。
1973年1月2日，国家计委向国务院提交《关于增加设备进口、扩大经济交流的请示报告》，正式提出“四三方案”。“我国的对外关系迅速发展，国际威望空前提高，帝国主义、社会帝国主义想孤立我们，反而孤立了他们自己。资本主义世界经济危机进一步加深，急于找产品市场资金出路。积极利用这一大好时机，扩大对外经济交流，不仅有利于配合国际政治斗争，而且有利于加速国内经济建设。”建议利用西方经济危机，在今后3至5年内引进价值43亿美元的26个项目的成套设备（其中12.5亿美元的设备项目中央已在1972年批准），包括13套大型化肥设备，4套大型化纤设备，3套石油化工设备，43套综合采煤机组，3个大电站等大型项目，通称“四三方案”。报告建议应采取的引进原则：
1. 坚持独立自主、自力更生的方针；
2. 学习与独创相结合；
3. 有进有出，进出平衡；
4. 新旧结合，节约外汇；
5. 当前与长远兼顾；
6. 进口设备大部放在沿海沿江，小部分放在内地。

还建议，由国家计委及各部委组成“进口设备领导小组”，“像第一个五年计划期间抓‘156’项进口项目那样，扎扎实实地把建设任务抓紧抓好，尽早投产见效”。1973年2月初，周恩来、毛泽东先后批准了这一方案。国务院专门成立了进口设备领导小组，负责审查、组织进口、综合平衡等工作，各有关部门和承接进口项目的省市也抽调专人负责这项工作。
之后在这个方案的基础上又追加了一批项目，到1977年与西方国家谈成了222个项目，进口总额51.4亿美元。这是中国继1950年代引进苏联援助的“156项工程”之后，第二次大规模的技术引进。中国利用“四三方案”引进的设备，结合国产设备配套，1973年初确定的26个大型工业项目至1982年全部建成投产，总投资约200亿元人民币，成为1980年代中国经济发展的重要基础。“四大化纤”1982年全部投产后，中国从1984年起，宣布取消长达30年的布票。
“四三方案”之外，同期还引进国外先进设备技术有：从美国康寧公司引进彩色显像管成套生产技术项目；从罗马尼亚、南斯拉夫、西方等购买新旧船舶，扩建远洋船队；购买英国三叉戟飞机；从苏联进口伊尔-62远程宽体客机、米-6、米-8直升机，进口苏联超临界火电机组建成当时亚洲最大的火电厂辽宁清河电厂；等等。
国务院专门成立了进口设备领导小组，负责审查、组织进口、综合平衡等工作，各有关部门和承接进口项目的省市也抽调专人负责这项工作，到1973年底，大部分项目签约完成。与之相配套，国内先后开工的26个工程，均被列为国家重点建设工程。1974年初国务院专门发出文件，明确规定：引进项目的投资要专项保证，设备材料要专项安排、单独核销，施工力量要优先安排。

### 四三方案结局
1977年底，13套大化肥项目，已有7套投产，到1978年6月，累计生产尿素361万吨。到1979年，上述26个项目的合同履行完毕，共用39.6亿美元，比原计划少了3亿多美元，实现的程度差不多达到92%。截至1979年底，已有20个建成投产，平均每个项目的建设工期为3年8个月，其中最长的5年。在一米七轧机投产以前的三年中，全国仅进口镀锌板、镀锡板和硅钢片就花费外汇5.5亿美元，相当于引进一米七轧机用汇额的91.7%。而从1979年到1984年，一米七轧机共生产代替进口的商品材268万吨，节约外汇26.9亿美元，相当于引进设备费用的3.3倍。

## 附表
| 类别     | 项目名称                           | 年生产规模                                                       | 累计投资（亿元） | 建设地址   | 引进国                 | 签约时间 | 开始建设时间 | 建成投产时间 |
| -------- | ---------------------------------- | ---------------------------------------------------------------- | ---------------- | ---------- | ---------------------- | -------- | ------------ | ------------ |
| 大化纤   | 天津石油化纤厂                     | 对二甲苯6.4万吨、苯2万吨、对苯二甲酸二甲酯9万吨                  | 10.37            | 天津       | 日本、联邦德国         | 1975年   | 1977年9月    | 1981年8月    |
| 大化纤   | 辽阳石油化纤总厂                   | 化纤原料13万吨，化纤？万吨                                       | 24.15            | 辽宁辽阳   | 法国、意大利、联邦德国 | 1973年   | 1974年8月    | 1981年9月    |
| 大化纤   | 上海石油化工总厂                   | 化纤原料10.8万吨，化纤5.2万吨                                    | 20.79            | 上海金山卫 | 日本、联邦德国         | 1973年   | 1974年1月    | 1978年5月    |
| 大化纤   | 四川维尼纶厂                       | 化纤4.5万吨，醋酸乙烯9万吨、甲醇9.5万吨、乙炔2.6万吨             | 7.2              | 四川长寿   | 法国、日本             | 1973年   | 1974年8月    | 1979年12月   |
| 石化     | 北京石油化工总厂30万吨乙烯项目等   | 乙烯30万吨、高压聚乙烯18万吨、聚丙烯8万吨                        | 23.70            | 北京房山   | 日本、联邦德国、美国   | 1972年   | 1973年8月    | 1976年12月   |
| 石化     | 吉林化学工业公司11.5万吨乙烯及配套 | 11.5万吨乙烯、乙醇10万吨、丁苯橡胶8万吨、辛醇5万吨、正丁醇6950吨 | 2.09             | 吉林       | 日本、联邦德国         | 1975年   | 1976年12月   | 1983年12月   |
| 石化     | 北京化工二厂氯乙烯项目             | 氯乙烯8万吨、聚氯乙烯2.5-7.5万吨                                 | 1.39             | 北京大郊亭 | 联邦德国               | 1973年   | 1974年10月   | 1977年7月    |
| 大化肥   | 沧州化肥厂                         | 合成氨30万吨、尿素48万吨                                         | 2.39             | 河北沧州   | 美国、荷兰             | 1973年   | 1973年7月    | 1977年12月   |
| 大化肥   | 辽河化肥厂                         | 合成氨30万吨、尿素48万吨                                         | 3.48             | 辽宁盘山   | 美国、荷兰             | 1973年   | 1974年6月    | 1977年12月   |
| 大化肥   | 大庆化肥厂                         | 合成氨30万吨、尿素48万吨                                         | 2.43             | 黑龙江大庆 | 美国、荷兰             | 1973年   | 1974年5月    | 1977年6月    |
| 大化肥   | 湖北化肥厂                         | 合成氨30万吨、尿素48万吨                                         | 2.45             | 湖北枝江   | 美国、荷兰             | 1973年   | 1974年10月   | 1979年8月    |
| 大化肥   | 洞庭化肥厂                         | 合成氨30万吨、尿素48万吨                                         | 2.50             | 湖南岳阳   | 美国、荷兰             | 1973年   | 1974年4月    | 1979年7月    |
| 大化肥   | 泸州天然气化工厂                   | 合成氨30万吨、尿素48万吨                                         | 2.40             | 四川泸州   | 美国、荷兰             | 1973年   | 1974年4月    | 1977年3月    |
| 大化肥   | 赤水河天然气化工厂                 | 合成氨30万吨、尿素48万吨                                         | 2.73             | 贵州赤水   | 美国、荷兰             | 1973年   | 1976年1月    | 1978年12月   |
| 大化肥   | 云南天然气化工厂                   | 合成氨30万吨、尿素48万吨                                         | 2.77             | 云南水富   | 美国、荷兰             | 1973年   | 1975年1月    | 1977年12月   |
| 大化肥   | 栖霞山化肥厂                       | 合成氨30万吨、尿素52万吨                                         | 2.98             | 江苏南京   | 法国                   | 1974年   | 1974年9月    | 1978年10月   |
| 大化肥   | 安庆化肥厂                         | 合成氨30万吨、尿素52万吨                                         | 3.01             | 安徽安庆   | 法国                   | 1974年   | 1974年3月    | 1978年12月   |
| 大化肥   | 广州化肥厂                         | 合成氨30万吨、尿素52万吨                                         | 3.14             | 广东广州   | 法国                   | 1974年   | 1974年12月   | 1982年10月   |
| 大化肥   | 齐鲁第二化肥厂                     | 合成氨30万吨、尿素48万吨                                         | 2.47             | 山东淄博   | 日本                   | 1973年   | 1974年4月    | 1976年7月    |
| 大化肥   | 四川化工厂                         | 合成氨30万吨、尿素48万吨                                         | 2.61             | 四川成都   | 日本                   | 1973年   |              |              |
| 大型电站 | 大港电厂                           | 2×25万千瓦                                                       | 4.50             | 天津北大港 | 意大利                 | 1973年   | 1974年12月   | 1979年10月   |
| 大型电站 | 唐山陡河电厂                       | 2×32万千瓦                                                       | 5.30             | 河北唐山   | 日本                   | 1973年   | 1973年12月   | 1978年3月    |
| 大型电站 | 元宝山电厂                         | 1×30万千瓦                                                       | 3.92             | 内蒙古赤峰 | 法国、瑞士             | 1973年   | 1974年9月    | 1978年12月   |
| 钢铁     | 武汉钢铁公司1.7米轧机              | 冷轧板100万吨、热轧板100万吨、硅钢7万吨                          | 38.9             | 湖北武汉   | 日本、联邦德国         | 1974年   | 1972年3月    | 1978年12月   |
| 钢铁     | 南京钢铁公司氯化球团               | 30万吨硫酸渣氯化球团                                             | 1.00             | 江苏南京   | 日本                   | 1976年   | 1978年1月    | 1980年12月   |
| 烷基苯   | 南京烷基苯厂                       | 正构烷烃5万吨、直链烷荃苯5万吨                                   | 2.21             | 江苏南京   | 意大利                 | 1975年   | 1976年10月   | 1981年12月   |

另，还有43套机械化综合采煤机组,以及当时具有世界先进水平的透平压缩机、燃气轮机、工业汽轮机等单个项目。